# Morrismasken

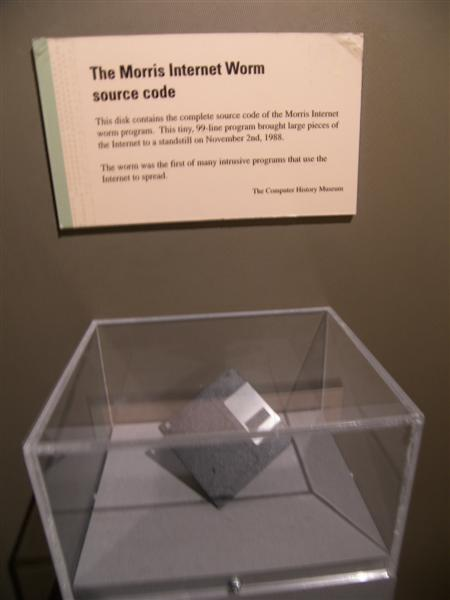
Källkoden till Morrismasken i en monter på Museum of Science i Boston.

Morrismasken (engelska: The Morris Worm eller The Internet Worm), var den första internetmasken och den släpptes lös på internet den 2 november 1988. Den så kallade masken skapade snabbt kaos eftersom väldigt många internetanslutna datorer blev infekterade, och ett litet programmeringsfel hos maskprogrammet gjorde infekterade datorer och nätverk obrukbara. Masken angrep 10 procent av alla internetanslutna datorer (6 000 av 60 000 datorer) och skickades ut via e-post.
Masken använde sig av några välkända säkerhetshål hos e-postsystemen som fanns på den tiden, samt ett problem med finger-nätverksprotokollet. Efter några dagar lyckades man dekryptera och disassemblera programkoden för masken och kunde täppa igen de säkerhetshål som masken använde sig av, vilket också gjorde att masken självdog. 
Morrismasken skrevs av Robert T. Morris, som då var doktorand vid Cornelluniversitetet i USA.